# Markovi stolpi, Prilep
Markovi stolpi (makedonsko Маркови Кули – Markovi kuli, srbsko Маркове куле – Markove kule) so ostanki srednjeveške utrdbe severozahodno od Prilepa v Severni Makedoniji, tik nad vasjo Varoš. Stolpi, poimenovani po srbskem srednjeveškem kraljeviču Marku Mrnjavčeviću, ki je imel tukaj svoj dvor, stojijo na 120–180 m visokem hribu, obdanem s strmimi pobočji, prekritimi z drobnimi granitnimi kamni. Zgornji del nekdanjega naselja je dosegljiv z njegove severne in južne strani.
V štirih desetletjih trajajočih arheoloških raziskavah so našli ostanke, ki kažejo na obstoj zgodnjeantične naselbine — Keramije. V rimskem obdobju se je ta majhna vasica razširila proti jugozahodu, kar nakazuje več marmornih okraskov zgodnjekrščanske bazilike.
Obzidje na tem terenu je iz 13. in 14. stoletja in je v dobrem stanju. Stene so debele približno en meter, zgrajene so iz kamna in apnenčaste malte in se naslanjajo na velike apnenčaste skale.
Notranje obzidje je akropolo ločevalo na manjša območja. Tu je bila tudi palača srbskega kralja Vukašina in njegovega sina Marka. Njena severna vrata imajo sestavljen temelj, kar priča o številnih prezidavah prostora. Po nekaterih zgodovinskih ugotovitvah je do druge polovice 14. stoletja in tudi pozneje to trdnjavo branilo le 40 vojakov.
Naselbina je bila južno od akropole, imela je dve vrsti nizkih zidov in se je razprostirala na površini okoli 3,6 ha. Na severni strani tega naselja so bila dvojna vrata, med vhodi pa velika stražarnica. Na južni steni so trije dobro ohranjeni stolpi.
Najnižjo cono obzidja sestavlja vrsta kratkih zidov, ki so postavljeni v lomljeni črti. Na zahodni strani so v skalo vklesani grobovi. V 14. stoletju je ta del služil kot začasno zatočišče lokalnega prebivalstva pred turškimi vpadi.
Po smrti kraljeviča Marka leta 1395 so to naselje zavzele osmanske sile. V tem času so se prebivalci nekdanjega naselja izselili v novo naselje ob vznožju Markovih stolpov. Razdeljeno je bilo na več četrti in vsaka je imela svojo cerkev. To novo naselje iz 14. stoletja je dobilo ime Varoš, ki je v uporabi še danes.
Ker Prilep ni imel več nobenega strateškega pomena, je tudi straža zapustila trdnjavo, ki je od tedaj začela propadati.